# Bener Meriah (huyện)
Bener Meriah (huyện) là một huyện (kabupaten) thuộc tỉnh Aceh, Indonesia. Huyện lỵ đóng ở. Huyện có diện tích km2, sân số theo điều tra năm 2000 là người.